# Atthawit Sukchuai
Atthawit Sukchuai (thailändisch อรรถวิท สุขช่วย, * 13. März 1996 in Bangkok) ist ein thailändischer Fußballspieler.

## Karriere

### Verein
Atthawit Sukchuai erlernte das Fußballspielen in der Collegemannschaft des Assumption College in Thonburi sowie in der Jugendmannschaft der Aspire Academy in Katar. Seinen ersten Vertrag unterschrieb er im Juli 2012 bei Muangthong United. Von hieraus wurde er umgehend an den Drittligisten Assumption United FC ausgeliehen. 2013 wechselte er zu Ratchaburi Mitr Phol, einem Verein aus Ratchaburi, der in der Ersten Liga, der Thai Premier League, spielte. Bis Ende 2016 absolvierte er 27 Spiele in der Ersten Liga. 2017 ging er nach Bangkok zurück und schloss sich Bangkok Glass, dem heutigen BG Pathum United FC, an. Mitte 2018 wurde er die Rückserie an den Ligakonkurrenten Suphanburi FC nach Suphanburi ausgeliehen. 2019 wechselte er ebenfalls auf Leihbasis zum Chiangmai FC nach Chiangrai. Die Hinserie wurde er an den Ligakonkurrenten Chiangrai United ausgeliehen. Im Juli 2021 wechselte er auf Leihbasis nach Khon Kaen zum Erstligaaufsteiger Khon Kaen United FC. Für den Aufsteiger aus Khon Kaen absolvierte er 13 Erstligaspiele. Nach Vertragsende bei BG wechselte er zur Rückrunde 2021/22 im Januar 2022 zum Zweitligisten Phrae United FC. In der Rückrunde stand er für den Verein aus Phrae 14-mal in der zweiten Liga auf dem Spielfeld. Im Juli 2022 verpflichtete ihn der ebenfalls in der zweiten Liga spielende Raj-Pracha FC. Für den Hauptstadtklub kam er 16-mal in der Liga zum Einsatz. Nach der Hinrunde 2022/23 wechselte er im Dezember 2022 zum ebenfalls in der zweiten Liga spielenden Chiangmai United FC. Für den Verein aus Chiangmai bestritt er neun Zweitligaspiele. Nach der Saison wurde sein Vertrag nicht verlängert. Nachdem er von Juni 2023 bis Dezember 2023 vertrags- und vereinslos war, unterschrieb er am 1. Januar 2024 einen Vertrag bei seinem ehemaligen Verein, dem Zweitligisten Phrae United FC.  Nach zwölf Ligaspielen wechselte er im Juli 2024 zum Drittligisten Samut Sakhon City FC. Mit dem Verein aus Samut Sakhon spielt er in der Western Region der Liga. Am Ende der Saison 2024/25 feierte er mit dem Verein die Meisterschaft der Region.

### Nationalmannschaft
Von 2011 bis 2012 spielte Atthawit Sukchuai elfmal in der U16-Nationalmannschaft. Mit dem Team gewann er 2011 die AFF U-16 Youth Championship. 14 Mal trug er von 2013 bis 2014 das Trikot der U19. Für die U23 stand er 2014 einmal auf dem Platz.

## Erfolge

### Verein
Ratchaburi Mitr Phol
- Thailändischer Pokalsieger: 2016

Samut Sakhon City FC
- Thai League 3 – West: 2024/25

### Nationalmannschaft
Thailand U-16
- AFF U16 Youth Championship: 2011